# ۹۴۱ (خورشیدی)
۹۴۱ نهصد و چهل و یکمین سال هجری خورشیدی است.